# Plamen Markov
Plamen Markov (Sevlievo, 11 settembre 1957) è un allenatore di calcio ed ex calciatore bulgaro, di ruolo centrocampista.

## Palmarès

### Giocatore
- Campionati bulgari: 5

CSKA Sofia: 1975-1976, 1979-1980, 1980-1981, 1981-1982, 1982-1983
- Coppe di Bulgaria - Coppe dell'Esercito Sovietico: 1

CSKA Sofia: 1982-1983
- Coppa di Lega francese: 1

Metz: 1986

### Allenatore
- Coppa di Bulgaria: 1

CSKA Sofia: 2005-2006
- Supercoppa di Bulgaria: 1

CSKA Sofia: 2006